# Antoaneta Stefanowa
Antoaneta Stefanowa, bułg. Антоанета Стефанова (ur. 19 kwietnia 1979 w Sofii) – bułgarska szachistka, trenerka szachowa i polityk, mistrzyni świata w szachach w latach 2004–2006, posiadaczka tytułu arcymistrza (GM) od 2002, posłanka do Zgromadzenia Narodowego.

## Życiorys

### Kariera szachowa
Jej szachowa kariera rozwijała się równolegle z sukcesami Weselina Topałowa, najsilniejszego bułgarskiego szachisty. Gdy w wieku dziesięciu lat wynikiem 11 punktów z 11 partii zdobyła tytuł mistrzyni świata juniorek do 12 lat, na tych samych mistrzostwach Weselin Topałow zwyciężył wśród czternastolatków. W rozgrywkach o mistrzostwo świata kobiet zadebiutowała jako szesnastolatka, zajmując 28. miejsce w turnieju międzystrefowym w Kiszyniowie. Zdobywała szachowe doświadczenie, startując w silnie obsadzonych turniejach otwartych. Dużą popularność zyskała w 1998, gdy zajęła dzielone 4. miejsce w turnieju otwartym w Waikīkī na Hawajach, wyprzedzając wielu arcymistrzów i zdobywając swoją pierwszą normę na tytuł arcymistrza. Udany rok skutkował wysokim rankingiem FIDE. Z 2480 punktami stała się najsilniejszą na świecie juniorką (do 20 lat), wyprzedzając drugą na liście rankingowej Iwetę Radziewicz o 60 punktów. Ten ranking dawał jej 20. pozycję na świecie wśród juniorów obojga płci.
W 2001 wzięła udział w drugich mistrzostwach świata kobiet rozgrywanych systemem pucharowym w Moskwie, odpadła w II rundzie. W tym samym roku podzieliła 1. miejsce w turnieju open w Andorze. Rok później zwyciężyła w rozgrywanych w Warnie kobiecych mistrzostwach Europy oraz na turnieju w miejscowości Surabaja. W styczniu 2004 zajęła 10. miejsce w grupie B prestiżowego turnieju arcymistrzowskiego w Wijk aan Zee, wyprzedzając mistrzynię świata Zhu Chen. W kwietniu tegoż roku zajęła 3. miejsce na mistrzostwach Europy w Dreźnie (w meczu o brązowy medal pokonała Nataliję Żukową). W rozgrywanych w Eliście na przełomie maja i czerwca mistrzostwach świata FIDE w półfinale pokonała Maię Cziburdanidze, a w meczu finałowym Jekatierinę Kowalewską, zdobywając tytuł mistrzyni świata. Na kolejnych mistrzostwach w 2006 w Jekaterynburgu odpadła już w drugiej rundzie, ulegając Iwecie Radziewicz. W 2007 zdobyła w Dreźnie tytuł wicemistrzyni Europy. W 2008 samodzielnie zwyciężyła w najsilniejszym w dotychczasowej historii kobiecych szachów turnieju North Urals Cup w Krasnoturjinsku (średni ranking: 2522, XI kategoria FIDE). W 2011 zdobyła w Tbilisi tytuł wicemistrzyni Europy, natomiast w 2012 w Batumi – tytuł mistrzyni świata w szachach szybkich. W tym samym roku w Chanty-Mansyjsku wywalczyła tytuł wicemistrzyni świata kobiet (po porażce w finale z Anną Uszeniną).
Wielokrotnie reprezentowała Bułgarię w turniejach drużynowych, m.in.:
- na olimpiadzie szachowej w 2000 w reprezentacji męskiej[12],
- jedenastokrotnie na olimpiadach szachowych (w latach 1992, 1994, 1996, 1998, 2002, 2004, 2006, 2008, 2010, 2012, 2014)[13],
- ośmiokrotnie na drużynowych mistrzostwach Europy (w latach 1999, 2001, 2003, 2005, 2007, 2009, 2011, 2013); dwukrotna medalistka: indywidualnie – srebrna (2009 – na I szachownicy) oraz brązowa (2005 – na I szachownicy)[14].

Grała w klubach szachowych Guildford Chess Club, ŠK Rad Belgrad, SK Turm Emsdetten, Clichy-Echecs 92, AWS Krasnoturjinsk, ŠŠ Gambit Skopje, CE Monte-Carlo i OSG Baden-Baden.
Najwyższy ranking w karierze osiągnęła 1 stycznia 2003: z wynikiem 2560 punktów zajmowała wówczas 2. miejsce na światowej liście FIDE (za Judit Polgár).

### Pozostała działalność
Ukończyła studia z zarządzania zasobami ludzkimi, uzyskała magisterium z finansów na uczelni ekonomicznej Stopanska akademija „Dimityr A. Cenow”. Certyfikowany trener szachowy (FIDE Trainer w 2009, FIDE Senior Trainer w 2015). Zajęła się zawodową działalnością trenerską.
Podjęła działalność polityczną w ramach ugrupowania Jest Taki Lud (ITN). Została kandydatką tej partii w wyborach w kwietniu 2021, w których uzyskała mandat deputowanej do Zgromadzenia Narodowego 45. kadencji. Wskazana przez ITN jako kandydatka na premiera; otrzymała misję utworzenia rządu, jednak zgodnie z zapowiedzią swojego ugrupowania niezwłocznie z niej zrezygnowała. W przedterminowych wyborach z lipca 2021 z powodzeniem ubiegała się o poselską reelekcję.